# ハティジェ・オルゲ
ハティジェ・ギゼム・オルゲ（Hatice Gizem Örge、1993年4月26日 - ）は、トルコのバレーボール選手。トルコ代表。

## 来歴

### クラブチーム
アンカラ出身。2013-14シーズンよりワクフバンクSKへ移籍し、欧州チャンピオンズリーグで銀メダルを獲得した。以降は中心選手として活躍し、欧州チャンピオンズリーグで2度の優勝を経験し、2015/16シーズン、2017/18シーズンはベストリベロ賞を受賞した。2021/22シーズンはフェネルバフチェと契約した。

### 代表チーム
2011年、トルコ代表に初選出される。2014年6-7月のヨーロッパリーグでは正リベロとして初優勝を果たした。2015年、第2回世界U23女子バレーボール選手権で銀メダルを獲得し、自身もベストリベロ賞を受賞した。2017年、欧州選手権で銅メダル獲得した。2018年、ネーションズリーグで銀メダルを獲得した。同年10月の世界選手権に出場した。

## 球歴
- オリンピック - 2024年

## 受賞歴
- 2015年 第2回世界U23女子バレーボール選手権 ベストリベロ賞
- 2016年 2015/16 欧州チャンピオンズリーグ ベストリベロ賞
- 2018年 2017/18 欧州チャンピオンズリーグ ベストリベロ賞
- 2018年 バレーボール世界クラブ選手権 ベストリベロ賞

## 所属クラブ
- Nilüfer Belediyespor（2008-2013年）
- ワクフバンクSK（2013-2021年）
- フェネルバフチェ（2021年-）